# パブロ・ネルーダ
パブロ・ネルーダ（Pablo Neruda、1904年7月12日 - 1973年9月23日）は、チリの詩人、外交官、政治家。本名はリカルド・エリエセール・ネフタリ・レジェス・バソアルト（Ricardo Eliecer Neftalí Reyes Basoalto）。
チェコの詩人ヤン・ネルダから筆名を取ったが、後にこれを本名とした。チリの国民的詩人として知られる。

## 生涯
バスク系チリ人の家庭に生まれる。1934年、外交官としてスペインに赴任した。スペイン内戦を目の当たりにして共産主義に接近し、人民戦線とスペイン共和国を支援した。1945年には上院議員に当選、同時にチリ共産党に入党したが、1948年にビデラ政権によって共産党が非合法化されたため、国外逃亡を余儀なくされた。イタリア亡命時代を題材に映画『イル・ポスティーノ』が作られた。
その後、1958年に共産党は再び合法化された。1962年にはモスクワを来訪し、パキスタンの詩人ファイズ・アハマド・ファイズと出会い、その後も交友が続いた。1970年の大統領選挙では、一時共産党から大統領候補に推されるが辞退し、社会党のサルバドール・アジェンデが左派統一候補として立候補し当選した。その結果、チリは世界で初めて民主的な選挙によって社会主義政権が誕生した国となった。ネルーダはアジェンデ政権から駐仏大使を任命され、在任中の1971年にノーベル文学賞を受賞したが、ガンに侵されていたため、1972年に大使を辞任しチリに帰国した。
しかし翌1973年9月11日、ピノチェト将軍率いる国軍がクーデターを起こした際、兵士がネルーダの家に押し入り、調度品を叩き壊し蔵書を破り捨てるなどして徹底的に家を破壊した。彼はこのことにショックを受け、病状は急激に悪化したといわれる。9月23日、危篤状態に陥ったため病院に搬送されたが、その途中で軍の検問で停止させられ、救急車から引きずり出されるなどしたために到着が遅れ、病院に着いたときには既に死亡していた。「彼は病気で死に、クーデターで魂を殺された。彼は二度死んだのだ」とチリでは言われている。
ネルーダの死因は長い間病死とされてきたが、彼が属していたチリ共産党は2011年5月、毒殺の疑いがあるとしてサンティアゴの控訴裁判所へ告訴状を提出した。これはネルーダの元運転手の証言を基にしたもので、同党は、毒殺がネルーダによる海外での反クーデター活動の阻止を狙った軍部によるものとの見解を公表している。2013年2月、チリの司法当局は死因の確認のため、ネルーダの遺体を掘り起こす方針を決定し、同年4月8日に同国中部イスラネグラにある墓地より遺体を掘り起こし調査を開始した。同年11月8日、司法当局はネルーダの遺体より毒物は検出されなかったとの調査結果を発表したが、死後すでに40年を経過しており、その間に改葬もされており、当時の毒薬の製造技術水準からして殺害に使用された薬物、あるいはガスが、既に体内から分解又は排出された可能性も十分考えられるため、毒殺説の安易な否定に対しては疑問の声が起こっている。また、ネルーダに注射を行ったとされている「サンタマリア・クリニックのプライス博士」の正体も依然謎のままになっている。

## 作風
代表作にチリの自然の美しさをうたった「マチュピチュの高み」や「女のからだ」などがある。1971年にノーベル文学賞受賞。ガブリエル・ガルシア＝マルケスは「どの言語の中でも20世紀の最高の詩人」と称えた。若いころから詩人として名をなした。しかし、当時としては性に関する描写が多めで、下品だとの批判も文壇からあった。
離婚を2回しており、最後の妻に贈った詩「100の愛のソネット」が有名。南米では頻繁に詩の朗読会が開かれている。
アメリカのベトナム戦争でのやり口を批判した「ニクソンサイドのすすめ」などがある（「ニクソンサイド」はジェノサイドとニクソン大統領をかけた造語）。「ニクソンよ、この詩の力でうちのめしてやる」などの名文がある。比喩が非常にうまく、「女のからだ」で、女性器を「恥骨のばら」、また、女を「肉のりんご」と表現している。また、彼の比喩のうまさは、映画『イル・ポスティーノ』のテーマともなった。
彼の家とイスラネグラの2軒の別荘はどれもチリの観光名所であり、大勢の人で賑わう。南米ではチェ・ゲバラと同様に、左派のヒーローの一人である。

## 日本語訳
- 『きこりよめざめよ ネルーダ詩集』（竹内安雄等訳編、大月書店、世界抵抗詩選） 1952.
- 『大いなる歌 詩集』第1 － 2（根岸良一訳、国文社、ピポー叢書） 1956 - 1958
- 『ネルーダ詩集』（羽出庭梟訳、飯塚書店、世界現代詩集） 1961.
- 『ネルーダ最後の詩集 チリ革命への賛歌』（大島博光訳、新日本出版社） 1974、のち文庫
- 『詩集』（荒井正道等訳、主婦の友社、ノーベル賞文学全集） 1974
- 『ネルーダ詩集』（大島博光訳、角川文庫） 1975.
- 『ネルーダ回想録 わが生涯の告白』（本川誠二訳、三笠書房） 1976.
- 『マチュ・ピチュの高み』（矢内原伊作訳、みすず書房） 1987.12.
- 『愛のすべて ネルーダ詩集』（松田忠徳訳、富士書院） 1989.6.
- 『二〇の愛の詩と一つの絶望の歌』（松田忠徳訳、富士書院） 1989.1.
- 『マチュ・ピチュ山頂』（田村さと子訳、鳳書房） 1997.8.
- 『ネルーダ詩集』（田村さと子訳編、思潮社、海外詩文庫） 2004.8.
- 『マチュピチュの頂』（野谷文昭訳、書肆山田） 2004.11.
- 『二〇〇〇年』（吉田加南子訳、未知谷） 2010.12.
- 『大いなる歌』（松本健二訳、現代企画室、ロス・クラシコス12） 2018.9

## 映画
- 『ネルーダ 大いなる愛の逃亡者』（2016年、チリ・アルゼンチン・フランス・スペイン合作、監督：パブロ・ラライン、主演：ルイス・ニェッコ）